# Utilitaire
Utilitaire war ein französischer Hersteller von Automobilen.

## Unternehmensgeschichte
Das Unternehmen aus Paris begann 1907 mit der Produktion von Automobilen. Der Markenname lautete Utilitaire. Im gleichen Jahr wurde ein Fahrzeug auf dem Pariser Automobilsalon präsentiert. 1909 endete die Produktion.

## Fahrzeuge
Das erste Modell war ein Kleinwagen. Für den Antrieb sorgte ein Motor mit 8 PS Leistung. Die Motorleistung wurde mittels Riemen auf die Antriebsachse übertragen. 1908 standen Einzylinder- und Dreizylinder-Zweitaktmotoren zur Auswahl.